# بابی هولاندر
بابی هولاندر (انگلیسی: Bobby Hollander؛ زاده ۲۰ آوریل ۱۹۲۹ درگذشته ۷ مارس ۲۰۰۲) یک کارگردان پورنوگرافی اهل آمریکا بوده‌است.